# خوسه نارانخو (بازیکن فوتبال زاده ۱۹۲۶)
خوسه نارانخو (اسپانیایی: José Naranjo‎; ۱۹ مارس ۱۹۲۶ – ۱۳ دسامبر ۲۰۱۲) بازیکن فوتبال اهل مکزیک بود.
از باشگاه‌هایی که در آن بازی کرده‌است می‌توان به باشگاه فوتبال دپورتیوو اورو اشاره کرد.
وی همچنین در تیم ملی فوتبال مکزیک بازی کرده‌است.